# Хун-Неналь-Кавиль
Хун-Неналь-Кавиль («Единственный Зеркальный Кавиль») — тридцать четвёртый правитель древнего майяского царства Мутуль со столицей в Тикале.

## Биография
Хун-Неналь-Кавиль воцарился в середине IX века, являясь преемником Нун-Холь-Чака II.
Его преемником стал О-Сак-Хеев-Чан-Кавиль.